# 李爾·甘普
李爾·甘普（英語：Lee Camp，1984年8月22日—），出生於英格蘭東米德蘭的德比，是一名北愛爾蘭足球運動員。李爾·甘普司職守門員，現效力英甲球會史雲頓。李爾·甘普曾經是英格蘭U-21代表隊的小國腳，於2011年獲國際足協澄清可以代表北愛爾蘭上陣。

## 球會生涯

### 打比郡
李爾·甘普出身打比郡的青年軍，在2002/03年球季獲提升上一隊，於2003年1月外借到由前諾定咸森林名將（Nigel Clough，打比郡傳奇領隊布赖恩·克拉夫的兒子）領軍的保顿艾尔宾吸取經驗。返回打比郡後在季末最後一輪作客對華素爾下半場獲後補上場，首次正式為打比郡把關比賽。
在2003/04年球季中，李爾·甘普苦無上陣機會，在2004年3月獲外借到女王公园巡游者，為球隊出戰12場，協助昆士柏流浪取得聯賽亞軍，來季升級冠軍聯賽。季後昆士柏流浪提出收購為打比郡所拒。
在2004/05年球季，李爾·甘普成為本地英雄，首次在派迪公園球場擔任正選出戰莱斯特城時，成功救出一球十二碼，雖然最後仍以1-2見負，但獲得領隊佐治·貝利（George Burley）信任，取代李·格兰特（Lee Grant）成為球隊一號門將。當季李爾·甘普只曾因對狼隊被紅牌逐離場而停賽缺席一場比賽。打比郡聯賽排名第四位可以參加附加賽爭取升級資格，不幸首輪兩回合累計0-2負於普雷斯頓。在季後的頒獎禮上，他只差一點就能奪得「年度最佳球員」（Player Of The Season），但亦奪得「年度最佳青年球員」（Sammy Crooks Young Player of the Year award），更獲得「白賴仁哥洛夫年度最佳球員」（Brian Clough Player Of The Year）。2005年李爾·甘普與打比郡續簽三年合約。
2005年6月佐治·貝利因與管理層不和而辭職，2005/06年球季李爾·甘普仍然擔正首席門將位置，為打比郡在40場聯賽中把關。但當季打比郡只獲得第20名，僅在降級線上兩個位置。季後領導層大改革，前普雷斯頓領隊比利·戴維斯（Billy Davies）出任新領隊，引進韋斯咸年青球員斯蒂芬·拜沃特（Stephen Bywater）成為球隊頭號門將。
在2006年9月7日，诺里奇城宣佈借用李爾·甘普三個月，由9月8日至12月8日為止，代替受傷的乔·刘易斯（Joe Lewis）和已離隊的羅拔·格連。李爾·甘普在外借諾域治接近期滿於11月28日主場對李斯特城才獲機會初次正選上陣，但領隊（Peter Grant）表示希望可以在一月轉會市場重開時將李爾·甘普收歸旗下。李爾甘·普在借用期最後一戰主場對錫周三，在比賽末段敵方马吉德·博格赫拉（Madjid Bougherra）射門中柱彈出，撞到李爾·甘普再跌進網窩，最終諾域治1-2落敗。
在12月8日，李爾·甘普因借用期滿而回歸德比郡。同月12日，再被外借至昆士柏流浪。後來在2007年7月27日以30萬鎊轉會至昆士柏流浪，並簽下三年合約。

### 昆士柏流浪
2007/08年球季李爾·甘普是昆士柏流浪唯一每場均以正選上陣的球員。但2008/09年球季卻失落正選席位給夏季加盟的（Rádek Černý），更被球隊體育總監芝安尼·彭拿丹尼（Gianni Paladini）宣稱可供隨時出售。2008年10月20日李爾·甘普被外借到在英冠榜尾掙扎的諾定咸森林3個月，更可於1月優先買斷。李爾·甘普在森林成功穩定防守及減低失球數字，11月2日李爾·甘普重返打比郡進行「東密德蘭打吡」大戰，於完場前擋出十二碼為森林保持1-1的賽果。11月15日作客對布里斯托城時再次救出一個在受傷補時被罰的十二碼，維持2-2比數為森林取得寶貴的1分。12月28日於作客3-2擊敗诺里奇城後李爾·甘普將球衣拋給球迷，結束15場的借用返回昆士柏流浪。

### 諾定咸森林
2009年7月2日諾定咸森林與昆士柏流浪達成收購金額協議，而李爾·甘普亦同意加盟諾定咸森林，簽約四年。12月李爾·甘普表現出色，6戰僅失1球，獲選為12月份「英冠每月最佳球員」。
2013年1月10日，諾定咸森林領隊通知甘普於球季結朿後將不獲續約可隨時離隊。

### 诺里奇城
2013年1月23日，诺里奇城宣佈甘普以自由身身份加盟簽6個月合約。
2013年5月20日，诺里奇城宣佈有10名球員於6月30日約滿後不會續約可自由轉會, 甘普為其中之一。

### 西布朗
2013年9月2日，西布朗以每一個月續約形式簽入甘普，至2014年1月。
2013年10月31日，英冠般尼茅夫獲西布朗借用甘普，借用期為28天。
2013年11月27日，般尼茅夫與西布朗協議延長甘普借用期至2014年1月1日。

### 般尼茅夫
2014年1月4日於與西布朗約滿後，甘普正式加盟般尼茅夫，簽約兩年半。

## 國家隊生涯
李爾·甘普曾分別代表英格蘭U16、U19及U21出賽。因長期屈居斯科特·卡森（Scott Carson）之下，直到2006年8月19日李爾·甘普只曾為英格蘭U21出戰3場比賽。
2010年9月19日宣佈透過其在貝爾法斯特出生的祖父的血緣而希望代表北愛爾蘭出賽，於2011年2月16日獲國際足協確認可以轉籍參賽，與時任北愛首席門將迈克·泰勒爭奪1號球衣。

## 外部連結
- 昆士柏流浪官網：李爾·甘普簡介 （页面存档备份，存于）
- 足球数据库：李爾·甘普的球员统计数据